# 上海大韓僑民團
上海大韓僑民團是1920年10月7日在中華民国上海成立的一家韩国侨民組織，而且與大韩民国临时政府關係密切。

### 前身
1918年，上海高麗僑民親睦會成立。 
1919年3月16日，申獻民出任上海高麗僑民親睦會会长。当时上海高麗僑民親睦會会员有345人，  總部位於上海法租界霞飛路康寧里2号。
1919年9月22日，上海高麗僑民親睦會更名为上海大韓人民團，呂運亨出任團長。当时会员人数为72人，會員仅限于在上海居住多年、有家庭、有工作的朝鮮半島人士。 
1920年1月9日，上海大韓人民團改名为上海大韓人居留民團，呂運亨繼續擔任会长，鮮于爀出任秘书长。 
1920年3月16日，上海大韓人居留民團得到大韩民国临时政府的承認。 
1920年10月7日，上海大韓人居留民團改组为上海大韓僑民團。

### 职能
上海大韓僑民團被視為大韩民国临时政府旗下的一個组织。 
上海大韓僑民團举办過多場活动、讲座。 當大韓民國临时政府主要人物抵达上海時，上海大韓僑民團還會舉辦欢迎会。 知名的韓國独立运动人士去世時，上海大韓僑民團還會举办追悼会。 
上海大韓僑民團還會調查在滬朝鲜半岛人士的户籍以及资产。 
1923年底，上海大韓僑民團成立治安組織组织義警隊。 

### 歷史
1929年8月29日，金九出任上海大韓僑民團團長。1932年1月11日，为支持櫻田門事件，金九将上海大韓僑民團改组为韓國独立运动组织 。 
1932年隨著櫻田門事件、虹口公园爆炸事件以及李奉昌和尹奉吉被逮捕的影響，許多大韩民国临时政府成员被迫离开上海，這導致上海大韓僑民團規模縮小。1935年7月5日，朝鲜民族革命党成立后，又有上海大韓僑民團核心成員離開上海，此後上海大韓僑民團實質上解散。

## 历任领导人
呂運亨
金庚成
鮮于爀
崔錫淳
金明濬
韋洙德
黃勛
郭憲
金九
李裕弼
宋秉祚
金弘敍